# 奧克斯國際
奧克斯國際控股有限公司，簡稱奧克斯國際控股，以及奧克斯國際（英語：AUX International Holdings Limited，港交所：2080），在2007年，由耀才證券股東葉茂林（前主席及非執行董事），在香港（總部）首家「Beijing Club」（其後受到貴租影響而在2015年9月15日結業）夜店著名會所。
前身為「Magnum Entertainment Group Holdings Limited」。
業務在本港經營「Beijing Club」、「Billion Club」和「Magnum Club」著名夜店會所。相信最為人熟悉包括丁子高（楊千嬅丈夫）、4位樣子甜美的羅彩玲、何佩瑜、「模媽」陳靜儀、松岡李那等，另外，《喜愛夜蒲》、《喜愛夜蒲2》和《喜愛夜蒲3》（以上為錢國偉主要導演）的主要記者會，也是主要舉辦了這個活動場地的。
股份在2014年1月23日於港交所主板上市。招股價為1.5港元，全球發行新股為84,000,000股股份，集資額為1.26億港元，這是繼靄華押業、翠華控股、必瘦站、米蘭站後，再度在本港經營特色業務上市。
2015年3月15日，匯日控股有限公司（董事鄭堅江），以每股1.87港元（216,000,000股）收購該公司股份，總代價為403,000,000港元。直至2015年5月15日收購完成後，所有董事一併退出，而新董事包括執行董事鄭江、陳漢淇、陳華娟及沈國英，以及獨立非執行董事潘昭國、鮑小豐及婁愛東。

## 連結
- auxint.com （页面存档备份，存于）